# Едвард Хуем
Едвард Хуем (на норвежки: Edvard Hoem) е виден норвежки драматург, поет, литературен критик, преводач и писател на произведения в жанра драма, съвременен роман, поезия, исторически роман и документалистика. Известен е като нестандартен разказвач на културната история на Норвегия.

## Биография и творчество
Едвард Хуем е роден на 10 март 1949 г. във Фрейна, Норвегия. Отраства в селската ферма на родителите си. В периода 1963-1968 г. живее в Молде. Завършва философия и литература в Университета в Осло. През 70-те години е активист от Червената партия.
През 1976 г. и в периода 1980-1986 г. е бил драматург на свободна практика към Норвежкия театър. В периода 1997–1999 г. е бил управител на театъра „Вюрт“ в Молде.
Превел е на съвременен норвежки език пиесите на Шекспир. През 1997 г. поема инициативата за създаване на норвежката организация „Шекспир“ и става първият ѝ ръководител. През 2014 г. е назначен за неин почетен член.
Дебютира през 1969 г. с поетичния си сборник „Зелените музиканти“. Става известен с втората си книга с лирика от 1970 г. – „Земята на меда и пепелта“. През 1974 г. е издаден романът му „Любовта пътува ферибот“, за който получава наградата на критиката и Скандинавската литературна награда.
В продължение на много години работи върху четиритомна биография на Бьорнстерне Бьорнсон. Първият том е публикуван във връзка с юбилея му през 2010 г.
За творчеството си е получил много стипендии и награди. Негови произведения са отличени с Наградата на норвежката критика за литература (1974), наградата Ибсен (2007), а романът „Историята на майка и татко“ – с наградите „Мелсом“ (2006) и „Петер Дас“ (2007). От 2012 г. получава държавни субсидии.
Едвард Хуем живее в Осло.

## Произведения

### Самостоятелни романи
- Anna Lena (1971)
- Kjærleikens ferjereiser (1974)
- Prøvetid (1984)
- Heimlandet Barndom (1985)
- Ave Eva (1987)
- I Tom Bergmanns tid (1991)
- Engelen din, Robinson (1993)
- Tid for klage, tid for dans (1996)
- Frøken Dreyers musikkskole ()
- Kom fram, fyrste! (2004)
- Mors og fars historie (2005)
Историята на майка и татко, изд.: ИК „Дамян Яков“, София (2010), прев. Анюта Качева
- Jordmor på jorda (2010)
- Slåttekar i himmelen (2014)
- Bror din på prærien (2015)
- Land ingen har sett (2016)
- Liv andre har levd (2017)

### Серия „Дай ми горящите сърца“ (Gi meg de brennende hjerter)
1. Melding frå Petrograd (1974)
2. Fjerne Berlin (1980)

### Пиеси
- Kvinnene langs fjorden (1973)
- Tusen fjordar, tusen fjell og Musikken gjennom Gleng (1977)
- Der storbåra bryt (1979)
- God natt Europa (1982)
- Lenins madame (1983)
- Meisteren og Mirjam (1995)
- Audun Hestakorn (2002)

### Поезия
- Som grønne musikantar (1969)
- Landet av honning og aske (1970)
- Du er blitt glad i dette landet (1982)

### Документалистика
- Roerne i Christiania (2003)

#### Серия „Бьорнстерне Бьорнсон“
- Faderen. Peder Bjørnson forsvarer seg – eit mannsportrett frå det 19. hundreåret – biografi om Bjørnstjerne Bjørnsons (2007)
- Villskapens år – 1832 – 1875 (2009)
- Vennskap i storm – 1875 – 1889 (2010)
- Syng mig hjæm – 1890 – 1899 (2011)
- Det evige forår – 1899 – 1910 (2013)